# ماركوس بلومه
ماركوس بلومه هو سياسي ألماني، ولد في 14 فبراير 1975 في ميونخ في ألمانيا. نشط حزبياً في الاتحاد الاجتماعي المسيحي. وقد انتخب عضو مجلس الشورى الموحد لبافاريا ‏ خلال فترته النيابية ‏ (5 نوفمبر 2018 – ).

## وصلات خارجية
- ماركوس بلوم على موقع IMDb (الإنجليزية)
- ماركوس بلوم على موقع مونزينجر (الألمانية)
- ماركوس بلوم على موقع قاعدة بيانات الفيلم (الإنجليزية)